# Lithocarpus confertus
Lithocarpus confertus är en bokväxtart som beskrevs av Engkik Soepadmo. Lithocarpus confertus ingår i släktet Lithocarpus och familjen bokväxter. Inga underarter finns listade.